# Орсомарсо
Орсомарсо (італ. Orsomarso, сиц. Ursumarsu) — муніципалітет в Італії, у регіоні Калабрія,  провінція Козенца.
Орсомарсо розташоване на відстані близько 380 км на південний схід від Рима, 120 км на північний захід від Катандзаро, 65 км на північний захід від Козенци.
Населення — 1281 особа (2014).

## Демографія
Населення за роками:

Станом на 1 січня 2023 року в муніципалітеті офіційно проживало 12 іноземців з 4 країн, серед них 9 громадян країн Євросоюзу та 1 громадянин України.

## Сусідні муніципалітети
- Лунгро
- Морманно
- Папазідеро
- Сан-Донато-ді-Нінеа
- Санта-Доменіка-Талао
- Санта-Марія-дель-Чедро
- Сарачена
- Скалеа
- Вербікаро